# Anouk de Groot
Anouk de Groot (23 juni 2004) is een voetbalspeelster uit Nederland. Ze speelde van 2022 tot 2023 als middenvelder voor sc Heerenveen in de Vrouwen Eredivisie.

## Carrière
Anouk de Groot kwam sinds 2021 uit voor SC Stiens.
Op 21 juni 2022 tekende De Groot een contract bij sc Heerenveen. In het seizoen 2021/22 kwam ze uit voor Jong sc Heerenveen.
Op 16 september 2022 maakte De Groot haar debuut voor sc Heerenveen in de Vrouwen Eredivisie in een uitwedstrijd tegen PSV door in de 85ste minuut in te vallen voor Jet van Beijeren. Vervolgens kwam De Groot dat seizoen nog drie keer in actie. In een uitwedstrijd tegen FC Twente had ze haar eerste basisplaats.
Voorafgaande aan het seizoen 2023/24 keerde De Groot terug bij SC Stiens waardoor ze als amateur verder ging.

## Statistieken
| Seizoen | Club          | Competitie | Competitie | Competitie | Beker | Beker | Overig | Overig | Totaal | Totaal |
| Seizoen | Club          | Competitie | Wed.       | Dlp.       | Wed.  | Dlp.  | Wed.   | Dlp.   | Wed.   | Dlp.   |
| ------- | ------------- | ---------- | ---------- | ---------- | ----- | ----- | ------ | ------ | ------ | ------ |
| 2022/23 | sc Heerenveen | Eredivisie | 4          | 0          | 1     | 0     | 0      | 0      | 5      | 0      |
| Totaal  | Totaal        | Totaal     | 4          | 0          | 1     | 0     | 0      | 0      | 5      | 0      |

Bijgewerkt t/m 14 februari 2024.